# Sortklire
Sortklire (Tringa erythropus) er en almindelig trækgæst i Danmark fra Fennoskandinavien om efteråret, sjældnere om foråret. Den overvintrer i Sahel-zonen syd for Sahara og i mindre grad langs Vesteuropas og Middelhavets kyster. Det videnskabelige navn erythropus betyder 'med røde ben' (af græsk eruthros 'rød' og pous 'fod').
I forhold til rødben er sortkliren lidt større og har tydeligt længere næb. Den kan desuden kendes på sin stemme, der er et klart kly-vit. De første fugle nordfra ses allerede i juni. Det er som hos mange andre vadefugle hunnerne, der forlader ynglepladserne først .